# Fiat Fiorino
Fiat Fiorino este un vehicul comercial mic comercializat de producătorul italian de automobile Fiat din 1977. Primele două generații ale sale au fost derivate din alte modele, precum Fiat 127 și Fiat Uno, în timp ce actuala generație, a treia, a fost dezvoltată în comun cu Grupul PSA (ambele au fuzionat în Stellantis) și se bazează pe platforma Fiat Small.
Generația actuală, Sevel LAV, este, de asemenea, disponibilă și într-o versiune de caroserie pentru pasageri, numit Fiat Qubo, și este comercializată împreună cu versiunile sale comune, Citroën Nemo și Peugeot Bipper. Este poziționat sub Fiat Doblò, Citroën Berlingo și Peugeot Partner, în gama de modele a fiecărui producător.